# 철학과 문학
철학과 문학은 철학자와 철학적 주제의 문학 치료 (철학의 문학), 문학에 의해 제기된 문제의 철학적 치료 (문학의 철학)를 포함한다.

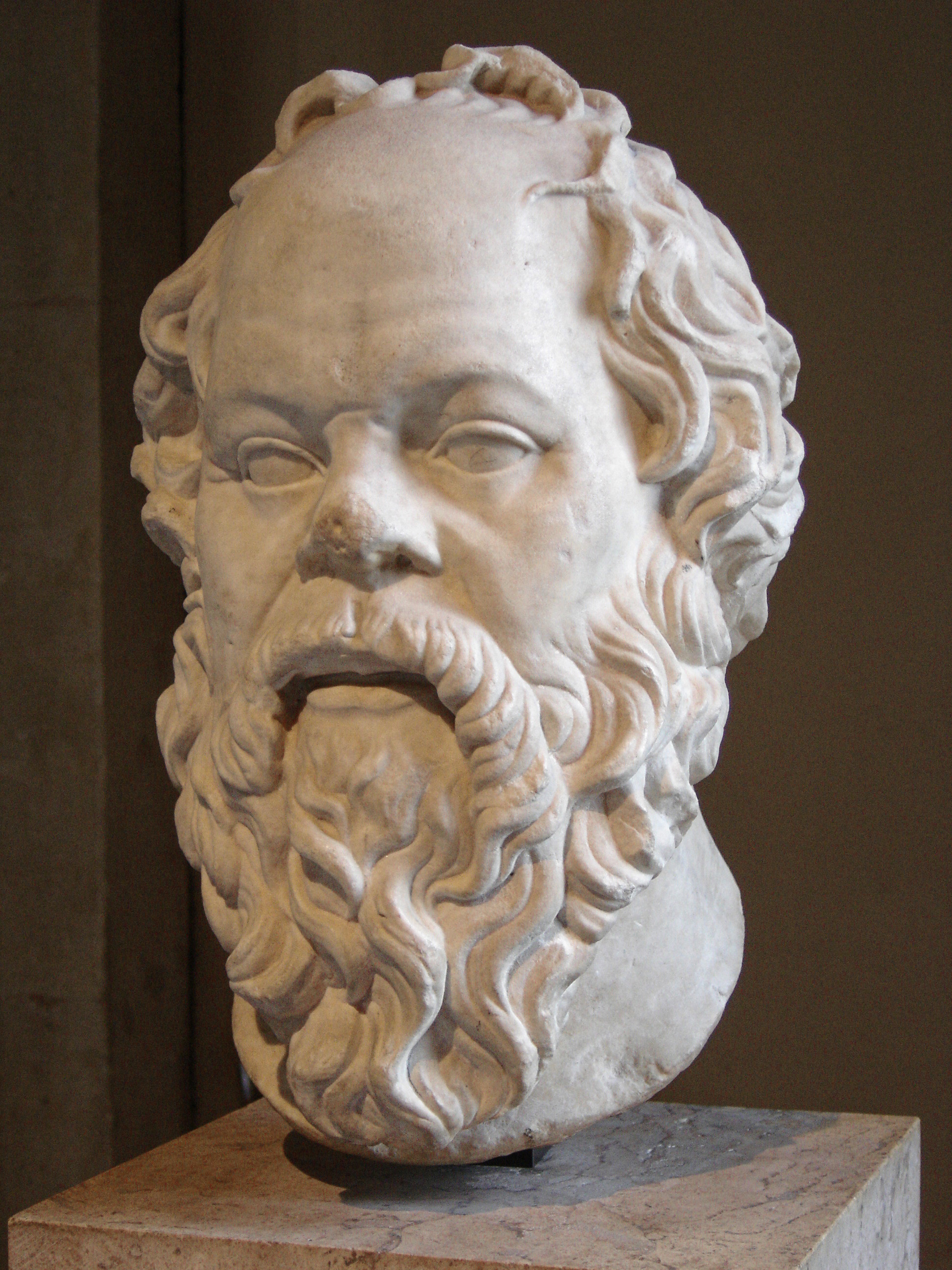
아리스토파네스 작 구름에서는 소크라테스를 우스꽝스런 인물로 표현했다.

## 같이 보기
- 미술과 정치
- 문학 번역
- 번역 비평